# اماد، گوجارات
اماد، گوجارات (به انگلیسی: Amod, Gujarat) یک شهرک در هند است که در گجرات واقع شده‌است.